# Гамогма-Кариата
Гамогма-Кариата (груз. გამოღმა ქარიატა) — село в Грузии, на территории Хобского муниципалитета края (мхаре) Самегрело-Верхняя Сванетия.

## География
Село находится в западной части Грузии, на правом берегу реки Хоби, на расстоянии приблизительно 11 километров (по прямой) к юго-западу от города Хоби, административного центра муниципалитета. Абсолютная высота — 2 метра над уровнем моря.

## Население
По результатам официальной переписи населения 2014 года, в Гамогма-Кариате проживало 268 человек (129 мужчин и 139 женщин). В национальной структуре населения грузины составляли 100 %.
| Год  | Население, человек |
| ---- | ------------------ |
| 2002 | 542                |
| 2014 | ↘ 268              |